# Atentado en la estación de tren de Tarnów
El atentado contra la estación ferroviaria de Tarnów fue un atentado terrorista llevado a cabo en Tarnów, actual Voivodato de Pequeña Polonia en la noche del 28 de agosto de 1939 por un agente alemán. Aquella noche fallecieron veinte personas y treinta y cinco resultaron heridas por dos bombas de relojería.

## Trasfondo
En 1939 la población de Tarnów era de 40.000 habitantes. La estación Tarnów Główny estaba abarrotada a pesar de la hora (23:18 hora local) cuando se produjo la deflagración. Entre los viajeros se encontraban varios soldados que se dirigían con sus unidades. Cabe destacar que era habitual encontrarse con militares a causa de la situación internacional a pocos días de la II Guerra Mundial.

## Autor
Fue entonces cuando pasadas las 23h se produjo la explosión por un artefacto colocado por un saboteador de origen alemán en la sala de equipajes. El criminal correspondía a Antoni Guzy, alemán por parte materna y polaco por parte paterna. Su padre falleció durante la I Guerra Mundial, y en 1938 Guzy, quien trabajaba como herrero perdió su empleo. Posteriormente se uniría a la Gewerkschaft Deutscher Arbeiter, una organización que ayudaba a los parados a encontrar trabajo en Alemania.
Supuestamente fue persuadido por la GDA para llevar a cabo la acción. Tras abandonar los explosivos dentro de dos maletas en la sala de equipajes, Guzy se fue al andén a la espera el tren Luxtorpeda procedente de Krynica con destino Cracovia con hora de salida a las 23:02. Cabe la posibilidad de que el terrorista no supiere con certeza cuando iba a detonar la bomba, puesto que después se fue al restaurante de la estación cuando se produjo la explosión, y Guzy, al igual que los pasajeros huyeron fruto del pánico.

## Consecuencias
El número de víctimas fue de veinte fallecidos y treinta y cinco heridos, sin embargo la cantidad pudo haber sido más elevada de no ser por un tren procedente de Cracovia que llegó con ocho minutos de retraso. También, minutos antes de la deflagración partió otro convoy de la estación. En cuanto a la estación en sí, una tercera parte quedó destruida.
A día de hoy se conocen pocos detalles del ataque. A las 11:30 Guzy se reunió con Neuman, miembro de una organización saboteadora alemana. A las 12:13 ambos partieron hacia Cracovia, y una vez allí tomaron un café y posteriormente cogieron dos maletas de la sala de equipajes. Según declaraciones de Guzy, Neuman le explicó que debía dejar las maletas en Tarnów y regresar a Cracovia, donde le estaría esperando.
Tras la explosión, Guzy fue arrestado y puesto en libertad después de ser identificado, sin embargo volvió a ser detenido cuando fue reconocido como el hombre que depositó las maletas. Durante el interrogatorio declaró lamentar lo sucedido y que no recibió ninguna compensación económica. El consecuente destino del criminal se desconoce a día de hoy.